# (4118) Света
(4118) Света, временное обозначение — 1982 TH3, астероид из семейства Эоса внешнего края пояса астероидов. Был открыт 15 октября 1982 года советским астрономом Людмилой Васильевной Журавлёвой в Крымской астрофизической обсерватории в Научном, Крымский полуостров. Астероид был назван в честь советского космонавта Светланы Савицкой.

## Орбита и классификация
Света — член семейства Эоса, крупнейшего семейства из внешней части главного пояса, включающего в себя примерно 10 000 астероидов. Обращается вокруг Солнца на расстоянии 2,7−3,3 а. е. за 5 лет и 3 месяца (1916 дней; большая полуось составляет 3,02 а. е.). Орбита астероида имеет эксцентриситет 0,11 и наклон 9° относительно эклиптики.
По дуге наблюдения небесное тело было интерпретировано как объект 1950 PQ в обсерватории имени Гёте Линка в августе 1954 года за более чем 28 лет до открытия в Научном.

## Сближения
| дата             | а. е.    | расстояний до Луны | небесное тело |
| ---------------- | -------- | ------------------ | ------------- |
| 02.09.2036 23:49 | 0,032847 | 12,8               | Психея        |
| 04.04.2091 19:30 | 0,039318 | 15,3               | Интерамния    |
| 29.07.2141 7:18  | 0,048258 | 18,8               | Психея        |

## Физические характеристики
Спектральный класс Светы не определён. В то же время члены семейства Эоса являются типичными астероидами класса K:23.

### Диаметр и альбедо
По данным космического телескопа Wide-Field Infrared Survey Explorer одноимённой миссии НАСА, измеренный диаметр астероида составляет 13,232 км, а альбедо поверхности — 0,192.

### Период обращения
На 2018 год по данным фотометрических наблюдений от Светы не было получено вращательной кривой блеска. Период вращения, полюса и форма тела остаются неизвестными.

## Название
Данная малая планета была названа в честь советского космонавта Савицкой Светланы Евгеньевны (род. 1948), которая стала второй женщиной, совершившей полёт в космос в 1982 году после Валентины Терешковой, и первой женщиной, вышедшей в открытый космос в 1984 году. Савицкая также является чемпионом FAI World Aerobatic Championships 1970 года в соревнованиях по спортивной авиации. Официальное название астероиду было присвоено Центром малых планет 1 сентября 1993 года (M.P.C. 22500). Астероид (4303) Савицкий был назван в честь её отца Савицкого Евгения Яковлевича (1910—1990), героя Советского Союза, лётчика-истребителя времён Второй мировой войны.